# Piccola e fragile/...Che estate
Piccola e fragile/...Che estate è un singolo di Drupi pubblicato in Italia nel 1974.

## Descrizione
Il primo brano è stato scritto da Luigi Albertelli e Enrico Riccardi.
Il singolo arriva alla prima posizione della classifica dei più venduti in Italia il 29 giugno 1974, rimanendovi fino al 3 agosto, quando è spodestato da E tu... di Claudio Baglioni.
La canzone consacra Drupi interprete a livello europeo, in particolare ispanico.
È stata rifatta nel 1989 in una versione alternativa e scelta come sigla della telenovela trasmessa in Italia da Rete 4, Topazio, con Grecia Colmenares.
Nel 1976 il gruppo svedese Flamingo-Kvintetten incide la cover dal titolo Är du lycklig nu, testo di Hasse Carlsson, (flam - FLAM 3180 LP). Una cover della canzone è stata realizzata da Giovanni Zarrella nel 2008 e da Genny Day per la raccolta Ascoltando e sognando (Nuova Canaria).
Nel 2020 nella trasmissione Vieni da me rivela che il brano è dedicato e ispirato alla moglie Dorina.